# Hasen-Stäubling
Der Hasen-Stäubling (Lycoperdon utriforme), bisweilen auch Hasenbovist oder Getäfelter Großstäubling genannt, ist eine Pilzart aus der Familie der Champignonverwandten (Agaricaceae).

## Merkmale

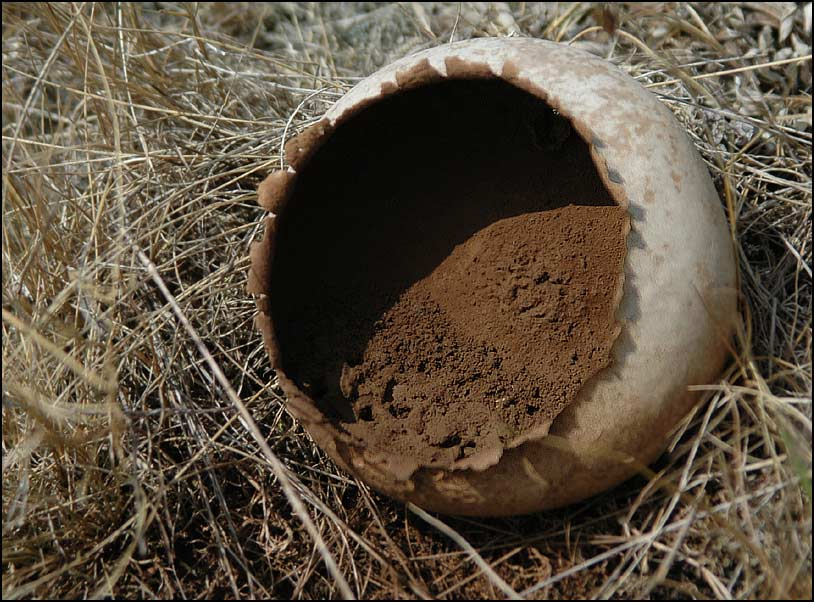
Reifer, aufgerissener Fruchtkörper des Hasen-Stäublings (Lycoperdon utriforme), gefüllt mit braunem Sporenpulver.

Die Fruchtkörper sind meist ballon-, kreisel- oder sackförmig. Seltener treten auch Exemplare mit kugeligem, halbkugeligen oder birnenförmigen Habitus auf. Sie besitzen eine schwach verjüngende Basis, bilden jedoch keinen echten Stiel aus. Die häufigste Form erinnert an einen schlappen Ballon mit reduzierter Basis. Die Größe variiert zwischen 4 und 15, selten 2 cm in der Höhe und bis zu 15 cm in der Breite. Die zunächst weiße Außenhaut (Exoperidie) nimmt schon bald eine graue Farbe an. Die Oberfläche ist mit derben, spitzkegeligen Warzen besetzt, die mit zunehmendem Alter verschwinden und nur noch an der Basis länger erhalten bleiben. Nach dem Verlust der Warzen reißt sie kleinfelderig, unregelmäßig mosaikartig ein und platzt schließlich oben auf. Die darunter liegende, bleigraue Innenhaut (Endoperidie) verfärbt sich bei Reife schließlich beige- bis tief braun und reißt vom Scheitel her auf. Dadurch wird die bei unreifen Fruchtkörpern zuerst pappig weiße, dann matschig gelb-grünliche und reif schließlich pulverig oliv- bis dunkelbraune Sporenmasse (Gleba) freigelegt. Alte Peridien (Außenhüllen, Torsos, Fruchtkörpermumien) aus dem Vorjahr sind witterungstolerant und überdauern den Winter.

## Ökologie und Phänologie
Der Hasen-Stäubling ist ein bodenbewohnender Saprobiont. Er wächst auf Rasen- und Wiesenflächen, bevorzugte Standorte sind Mager- und Halbtrockenrasen mit sandigen oder lehmig-sandigen Böden. Extensiv bewirtschaftete Weideflächen werden gerne von ihm besiedelt, während er in Wäldern und an Waldrändern seltener auftritt.
In Mitteleuropa erscheinen die Fruchtkörper von Sommer bis Herbst, seltener bereits im Frühjahr.

## Verbreitung
Der Hasen-Stäubling ist in Europa, in Asien von Kaukasus und Sibirien bis zum Himalaya und nach Ostasien verbreitet. Daneben kommt er in Neuseeland, Nordamerika, in Südafrika und auf den Kanarischen Inseln vor. In Europa gibt es Funde von Portugal und Spanien bis Irland, Schottland, den Orkney-Inseln und Nordskandinavien. In Deutschland ist die Art weit verbreitet und kommt vom Flachland bis in subalpine Lagen vor.

### Gefährdung
Durch den Rückgang extensiv genutzter Standorte geht auch das Vorkommen des Hasen-Stäublings in den letzten Jahren zurück. Daher ist er in der Roten Liste der Großpilze Deutschlands (1996) mit dem Status 3 (gefährdet) eingestuft.

## Systematik
Der Hasen-Stäubling wird von manchen Autoren in eine eigene Gattung gestellt als Handkea utriformis.

## Bedeutung

### Speisewert
Angaben zum Speisewert sind widersprüchlich: Jung, solange das Fleisch weiß gefärbt ist, gilt er als essbar. Die Angaben reichen von „wohlschmeckend“ bis hin zu „kein Genuss und stark nach Karbol schmeckend“ – letztere Beschreibung könnte aber daran liegen, dass der optimale Reifegrad bereits überschritten war.